# Eremogone lychnidea
Eremogone lychnidea är en nejlikväxtart som först beskrevs av Friedrich August Marschall von Bieberstein, och fick sitt nu gällande namn av Franz Josef Ivanovich Ruprecht. Eremogone lychnidea ingår i släktet Eremogone och familjen nejlikväxter. Inga underarter finns listade i Catalogue of Life.